# Kaze no shō
Kaze no shô, le livre du vent (風の抄, Kaze no shō) est un manga de type jidaimono de Jirō Taniguchi (dessin) et Kan Furuyama (scénario), publié au Japon en 1992, puis en France aux éditions Génération comics en 2004.
Fondé sur une recherche historique approfondie par le scénariste Kan Furuyama, ce manga nous plonge au cœur des guerres de pouvoirs du shogunat Edo durant le XVIIe siècle. Dirigé par le troisième shogun Iemitsu Tokugawa, le shogunat est aux prises avec diverses machinations. Le clan Yagyû sert le shogun grâce à ses services d'espionnage et ses actions punitives ; ses agents sont des samouraïs et des musokunins menés par le héros du livre, Jūbei Mitsuyoshi Yagyū.
Un livre sacré et secret, Les Chroniques Secrètes des Yagyû est dérobé par Yashamaro, un ninja à la solde de l'empereur retiré Go-Minoo. Jûbei et Yashamaro deviennent par les circonstances des ennemis jurés.